# كرايغ كولبيرت
كرايغ كولبيرت (بالإنجليزية: Craig Colbert)‏ هو لاعب كرة قاعدة أمريكي، ولد في 13 فبراير 1965 في آيوا سيتي في الولايات المتحدة.